# Étienne Terrus
Étienne Terrus, né le 21 septembre 1857 à Elne (Pyrénées-Orientales) et mort dans la même ville le 22 juin 1922, est un peintre français, spécialiste des paysages du Roussillon.

## Biographie
D'un talent précoce, Étienne Terrus part étudier à l'École des beaux-arts de Paris dans l'atelier d'Alexandre Cabanel en 1878. Ce Catalan attaché à ses racines ne se plaît cependant pas dans la vie parisienne. Il ne se lie pas avec ses condisciples et retourne rapidement à Elne, où il réalise la majorité de ses œuvres.
Cheminant à pied avec son chevalet et son matériel, il peint des vues du Roussillon. Son art reflète l'influence de Jean-Baptiste Camille Corot, du postimpressionnisme, des nabis, de Paul Cézanne et du fauvisme. Terrus est apprécié de son vivant par un grand nombre d'artistes, parmi lesquels George-Daniel de Monfreid, André Derain et Henri Matisse, avec qui il échange une abondante correspondance entre 1905 et 1917.
Ami et mentor d'un autre grand artiste roussillonnais, Aristide Maillol, il préfère, contrairement à ce dernier, demeurer dans sa région natale.
Maillol, qui était au chevet du peintre à son décès le 22 juin 1922, lui dédia un monument à Elne.

## Postérité
En 1994, le musée Terrus voit le jour à Elne, et se développe à partir de 2001, sous l'impulsion d'Odette Traby, adjointe au maire chargée de la culture. 
L'exposition « Le Roussillon à l'origine de l'Art moderne » au palais des Congrès de Perpignan en 1998, avait remis l'œuvre du peintre dans le contexte de son époque.
Odette Traby meurt en 2016. En avril 2018, il a été établi que 82 des toiles attribuées à Étienne Terrus conservées dans le musée Terrus, et acquises depuis 2001, entre autres durant deux successions, sont des faux,, soit 60 % de la collection ; d'après l'enquête en cours, l'institution aurait été victime d'une vaste escroquerie. C'est Éric Forcada, un historien de l’art chargé par la mairie d'étudier de nouvelles acquisitions, qui se rend compte que la plupart des tableaux du musée sont des faux. Il constate notamment que sur un des tableaux apparaît un bâtiment construit des années après la mort de l'artiste. La municipalité porte plainte, mais doit assumer une perte d'environ 160 000 euros.

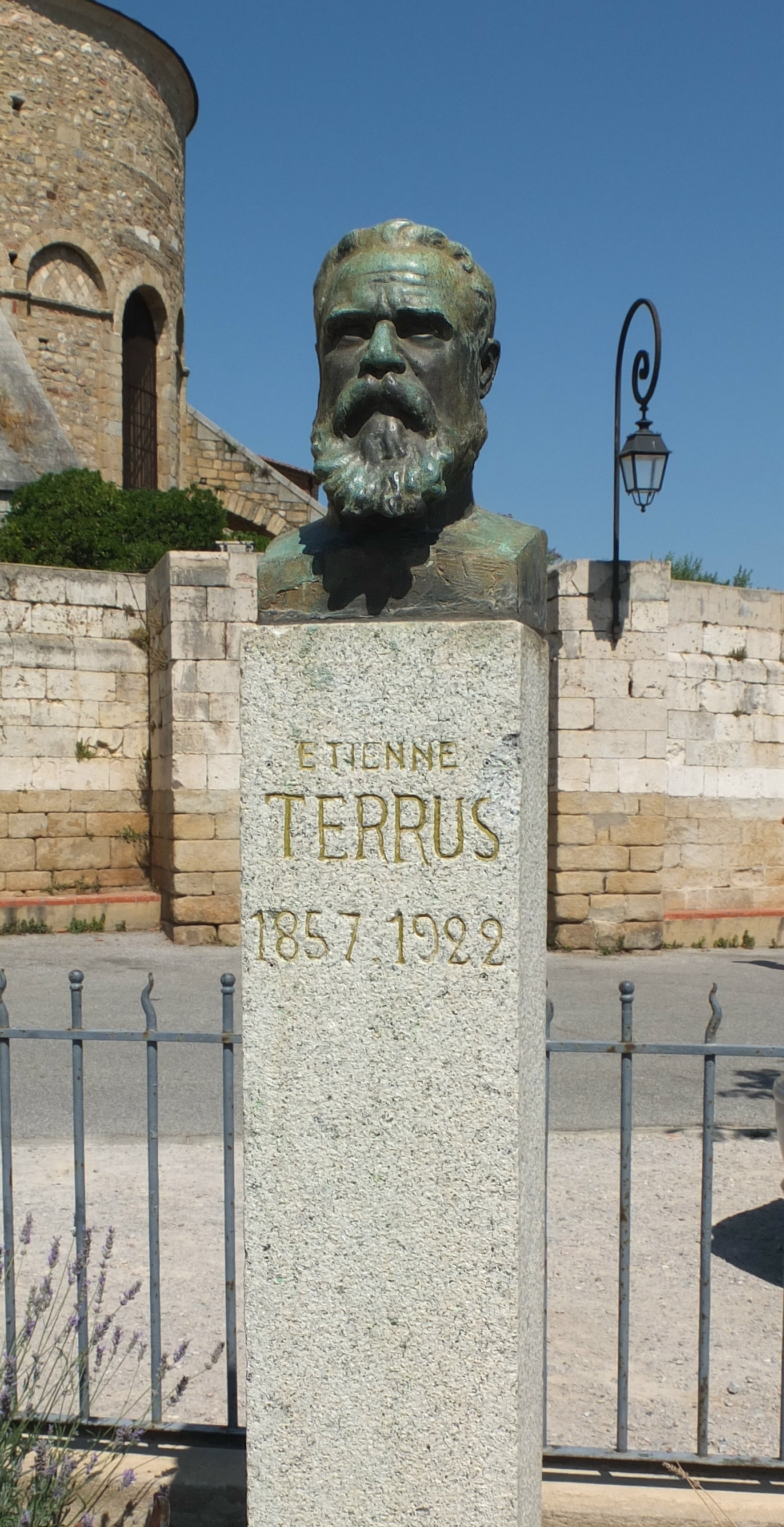
Aristide Maillol, Monument à Étienne Terrus, Elne[10].
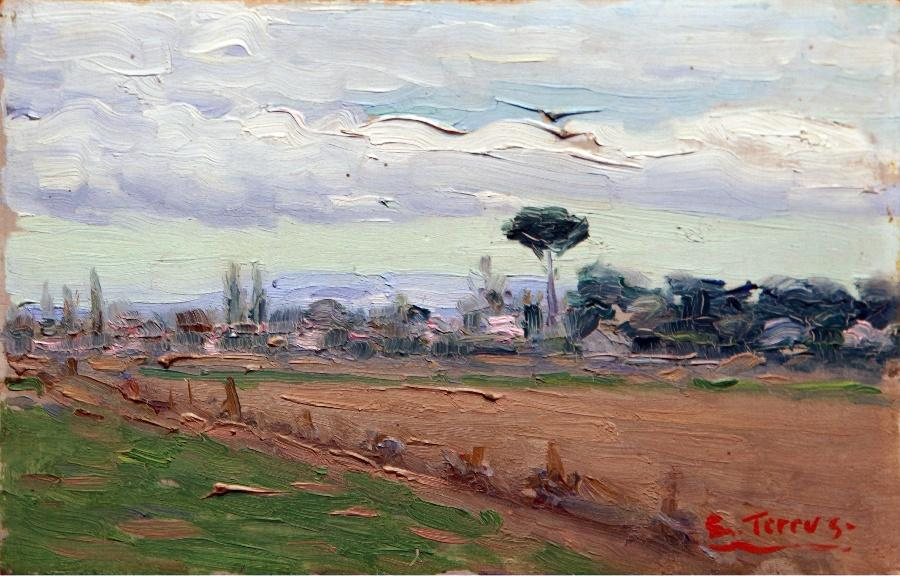
Étienne Terrus, Paysage avec pin parasol, Perpignan, musée Hyacinthe-Rigaud.